# Marcelo González Cabral
Marcelo Sebastián González Cabral (Asunción, Paraguay; 27 de mayo de 1996) es un futbolista paraguayo. Juega de mediapunta y su equipo actual es el Club Atlético Tembetary de la Primera División de Paraguay.

## Trayectoria
Formado en las inferiores del Club Guaraní, González fue promovido al primer equipo en 2014. Disputó siete temporadas en el club, y fue cedido a distintos clubes de la primera paraguaya durante esta etapa.
El 7 de enero de 2023, González fichó en el Atlético Tucumán de la Primera División de Argentina. Anotó el gol del empate 1-1 ante Vélez el 21 de febrero de 2023, su primer gol en Argentina.

## Estadísticas
Actualizado al último partido disputado el 21 de febrero de 2023.
| Club                       | Div.          | Temporada     | Liga  | Liga  | Copas nacionales | Copas nacionales | Copas internacionales | Copas internacionales | Total | Total |
| Club                       | Div.          | Temporada     | Part. | Goles | Part.            | Goles            | Part.                 | Goles                 | Part. | Goles |
| -------------------------- | ------------- | ------------- | ----- | ----- | ---------------- | ---------------- | --------------------- | --------------------- | ----- | ----- |
| Club Guaraní Paraguay      | 1.ª           | 2014          | 9     | 1     | —                | —                | —                     | —                     | 9     | 1     |
| Club Guaraní Paraguay      | 1.ª           | 2015          | 2     | 0     | —                | —                | —                     | —                     | 2     | 0     |
| Club Guaraní Paraguay      | 1.ª           | 2016          | 4     | 1     | —                | —                | —                     | —                     | 4     | 1     |
| Club Guaraní Paraguay      | 1.ª           | 2018          | 3     | 0     | —                | —                | 3                     | 0                     | 6     | 0     |
| Club Guaraní Paraguay      | 1.ª           | 2019          | 27    | 3     | —                | —                | 1                     | 0                     | 28    | 3     |
| Club Guaraní Paraguay      | 1.ª           | 2021          | 15    | 5     | —                | —                | —                     | —                     | 15    | 5     |
| Club Guaraní Paraguay      | 1.ª           | 2022          | 38    | 3     | —                | —                | 2                     | 0                     | 40    | 3     |
| Club Guaraní Paraguay      | Total club    | Total club    | 98    | 13    | 0                | 0                | 6                     | 0                     | 104   | 13    |
| Independiente FBC Paraguay | 1.ª           | 2017          | 6     | 0     | —                | —                | —                     | —                     | 6     | 0     |
| Independiente FBC Paraguay | Total club    | Total club    | 6     | 0     | 0                | 0                | 0                     | 0                     | 6     | 0     |
| Deportivo Santaní Paraguay | 1.ª           | 2018          | 21    | 2     | —                | —                | —                     | —                     | 21    | 2     |
| Deportivo Santaní Paraguay | Total club    | Total club    | 21    | 2     | 0                | 0                | 0                     | 0                     | 21    | 2     |
| River Plate Paraguay       | 1.ª           | 2020          | 29    | 5     | —                | —                | —                     | —                     | 29    | 5     |
| River Plate Paraguay       | 1.ª           | 2021          | 15    | 2     | —                | —                | 7                     | 4                     | 22    | 6     |
| River Plate Paraguay       | Total club    | Total club    | 44    | 7     | 0                | 0                | 7                     | 4                     | 51    | 11    |
| Atlético Tucumán Argentina | 1.ª           | 2023          | 3     | 1     | 0                | 0                | —                     | —                     | 3     | 1     |
| Atlético Tucumán Argentina | Total club    | Total club    | 3     | 1     | 0                | 0                | 0                     | 0                     | 3     | 1     |
| Total carrera              | Total carrera | Total carrera | 3     | 24    | 0                | 0                | 0                     | 0                     | 0     |       |

## Palmarés

### Títulos nacionales
| Título                       | Club         | País     | Año           |
| ---------------------------- | ------------ | -------- | ------------- |
| Primera División de Paraguay | Club Guaraní | Paraguay | Clausura 2016 |